# Фолксономія
Фолксономія — це система, в якій користувачі застосовують загальнодоступні теги для онлайн елементів, зазвичай для того, щоб допомогти в їх находженні. Це може дати початок системі класифікації на основі цих тегів та їх частот, на відміну від таксономічної класифікації, яка визначається власниками контенту тоді, коли він опубліковується. Ця практика знана також під назвою колаборативний тегінг, соціальна класифікація, соціальна індексація, і соціальний тегінг. Фолксономія з самого початку була «результатом персонального вільного тегінгу інформації […] для особистого видобутку», але онлайн розповсюдження та взаємодія розгорнули її в колаборативні форми.
Соціальний теґінг — це програма із тегів у відкритому онлайновому середовищі, де теги одних користувачів доступні для інших. Колаборативний теґінг (також знаний як груповий тегінг) — це тегінг, створений для групи користувачів. Цей тип фолксономії зазвичай використовується у таких кооперативних та колаборативних проектах як дослідження, сховища контенту та соціальні закладки.
Термін був введений Томасом Вандером Волом у 2004 як телескопія слів народ (від англ. folk) і таксономія. Фолксономія стала популярною як частина соціального програмного забезпечення таких програм як соціальні закладки і анотації фотографій, які дозволяють користувачам колективно класифікувати та знайти інформацію за допомогою розповсюджених тегів. Деякі сайти включають хмару тегів як шлях візуалізації тегів у фолксономії.
Фолксономія може використовуватися для К-12 навчання, бізнесу та вищої освіти. Зокрема фолксономія реалізовується для соціальних закладок, учителя сховищ ресурсів, систем електронного навчання, колаборативного навчання, колаборативного вивчення, колаборативного дослідження та професійного розвитку.

## Переваги та недоліки
Фолксономія — це компроміс між традиційною централізованою класифікацією і ніякою класифікацією взагалі, яка має деякі переваги:
- тегінг простий для розуміння і використання навіть без тренування та попереднього знання класифікації або індексування
- словник у фолкосономії чітко відображає мовний запас користувача
- фолксономія гнучка (у розумінні, що користувач може додавати та видаляти теги)
- теги містять і популярний контент, і так званий контент лонг-тейл запитів (запити з «довгими хвостами», які вводять користувачі для пошуку більш конкретної інформації), дозволяючи користувачам проглянути та відкрити нову інформацію навіть у вузьких темах
- теги відображають концептуальну модель користувача без культурних, соціальних або політичних упереджень
- включає в себе можливість створення товариств (у розумінні, що користувачі, які використовують однакові теги, мають спільні інтереси)
- фолксономії багатовимірні у тому сенсі, що користувачі можуть присвоїти будь-який номер або комбінацію тегів для того, щоб виразити концепцію

Існують декілька недоліків у використанні тегів та фолксономії, і деякі переваги (дивись вище), які можуть привести до проблем. Наприклад, простота в тегінгу може призвести до недоречно застосованих тегів. Контрольовані словники — виняткові за своєю природою, а теги часто неоднозначні та надмірно персоналізовані. Користувачі застосовують теги для документів різними шляхами, і системи тегінгу часто відчувають нестачу в механізмах обробки синонімів, акронімів і омонімів, а також різних варіацій вимовляння: орфографічні помилки, форма однини/множини, відмінювані та багатокореневі слова. Деякі системи тегінгу не створюють допоміжних тегів, які б складалися із багатьох слів, що призводять до тегів типу «видзмоговікна». Інколи користувачі обирають спеціалізовані теги або теги, які не мають на увазі значення інших.

## Елементи та типи
Фолксономія з'являється тоді, коли користувач маркує контент або інформацію, наприклад, вебсторінки, фотографії, відео, подкасти, твіти, наукові папери тощо. Strohmaier et al. розробило поняття: термін «тегінг» стосується «добровільної діяльності користувачів, які анотують ресурси цим терміном — вільно обраним з необмеженого та неконтрольованого словника». Інші пояснюють теги як неструктуровану текстову мітку або ключові слова, і що вони з'являються як елементарна форма метаданих.
Фолксономія складається з трьох основних об'єктів: користувачі, теги і ресурси. Користувачі створюють теги для маркування таких ресурсів як вебсторінки, фотографії, відео, подкасти. Ці теги використовуються для того, щоб організувати, класифікувати та підсумувати онлайн контент. Ця система колаборативного тегінгу також використовує дані теги як шлях індексації інформації, полегшення пошуку та навігації ресурсів. Фолксономія включає ряд URL, який використовується для ідентифікації ресурсів, які були згадані користувачами різних сайтів. Ці системи включають схеми категорії, у яких є здатність організувати теги за різними рівнями деталізації.
Вандер Вол визначає два типи фолксономії: широкий і вузький. Широка фолксономія виникає тоді, коли велика кількість користувачів може застосувати однаковий тег до пункту, надавши інформацію про те, які теги є найпопулярнішими. Вузька фолксономія відбувається тоді, коли користувачі, зазвичай у невеликій кількості і завжди включаючи творця об'єкта, маркують об'єкт тегами, які можуть застосовуватися один раз. У той час як і широкі, і вузькі фолксономії включають здатність до пошуку контенту, зв'язуючи слово або фразу до об'єкта, широка фолксономія дозволяє сортування на основі популярності кожного тегу, а також відстеження тенденцій у використанні тегу, які тільки з'являються, і розвитку словників.
Приклад широкої фолксономії — del.icio.us, сайт, де користувачі можуть маркувати будь-які онлайн ресурси, які вони знайдуть релевантними з їхніми власними тегами. Сайт обміну фотографій Flickr найчастіше наводиться як приклад вузької фолксономії.

## Фолксономія проти таксономії
«Таксономія» стосується ієрархічної класифікації, в якій визначені класи відносно чітко вкладені під більш широкими категоріями. «Фолксономія» встановлює категорії (кожен тег — категорія) без передбачення або обов'язкового отримання ієрархічної структури відношень типу батьки-діти серед різних тегів. (Робота була зроблена за методами отримання, які звільняють ієрархії від груп тегів)
Прибічники фолксономії стверджують, що вони часто схиляються до таксономії, оскільки фолксономія демократизує спосіб, яким інформація організовується; таксономія корисніша для користувачів, тому що вона відображає поточний спосіб мислення про домени, а також виражає більше інформації. Критики стверджують, що фолксономія хаотична і тому складніша у використанні; вона може відобразити перехідні тенденції, котрі у свою чергу спотворюють дані про поле.
Емпіричний аналіз комплексу складної динаміки систем тегінгу, опублікований у 2007, показав, що згода навколо стабільних розподілів та спільних словників дійсно з'являється, навіть при відсутності центрального контрольованого словника. Аби контент був доступним для пошуку, він має бути категоризований та згрупований. У той час як це вимагало схвалені набори контенту, які описували теги (як ключові слова у статті журналу), одне дослідження відкрило, що у великих фолксономіях загальні структури також з'являються на рівні класифікацій.
Відповідно, можливо розробити математичні моделі колаборативного тегінгу, які дозволяють переклад з особистих тег-словників (personomies) у словники, доступні для більшості користувачів.

## Соціальний тегінг для отримання знань
Соціальний тегінг для отримання знань — це специфічне використання тегінг для пошуку та перепошуку специфічного контенту однією чи групою осіб. Система соціального тегінгу відрізняється від традиційної таксономії тим, що вони основані на групі систем, які відчувають нестачу в традиційній ієрархії таксономії. Замість низхідного підходу, соціальний тегінг покладається на користувачів з метою створення фолксономії з самого початку.
Звичайне використання соціального тегінгу включає особистий розвиток для індивідуального використання і колаборативних проектів. Соціальний тегінг використовується для отримання знань для середньої, вищої та після інститутської освіти так само як і для особистого та ділового дослідження. Переваги у пошуку/перепошуку джерела інформації застосовуються для широкого спектра користувачів. Протеговані ресурси розміщуються у пошукових запитах замість того, щоб «переривати» більш традиційну систему папки файлів. Соціальний аспект тегінгу також дозволяє користувачам використовувати у своїх інтересах метадані тисячі інших користувачів.
Користувачі обирають індивідуальні теги для зберігання ресурсів. Ці теги відображають особисті асоціації, категорії і концепції. Вони являють собою окремі представлення, які основані на думці та відношенні до особистості. Теги або ключові слова розроблені користувачами. Саме тому теги відображають асоціації користувача відносно ресурсу. Зазвичай теговані ресурси включають в себе відео, фото, статті, вебсайти та електронні листи. Теги вигідні з декількох причин. По-перше, вони допомагають структурувати та організувати велику кількість цифрових ресурсів так, що це робить їх легкодоступними, коли пізніше користувачі намагатимуться локалізувати ресурс. Другий аспект — соціальний по своїй природі, й означає те, ще користувачі можуть знайти нові ресурси та контент, які основані на тегах інших користувачів. Навіть акт перегляду загальних тегів може призвести до ресурсів для отримання знань.
Теги, які виникають частіше з певними ресурсами, більш сильно сполучені. Більше того, теги можуть бути сполучені між собою. Це можна спостерігати за частотою їх виникнення. Чим частіше вони з'являються, тим сильніше зв'язок. Хмари тегів часто використовуються для візуалізації зв'язку між ресурсами та тегами.
Теги показують зв'язки концепцій, які формально невідомі користувачу. Тому поточні когнітивні конструкції користувача можуть бути модифіковані або збільшені інформацією про метадані, знайденою в сполучених соціальних тегах. Цей процес сприяє придбанню знань через когнітивне роздратування і урівноваження. Ця теоретична структура відома як модель коеволюції окремого і колективного знання.
Модель коеволюції зосереджується на когнітивному конфлікті, в якому попередні знання учня і інформація, отримана від довкілля, деякою мірою відрізняються. Коли це відношення відбувається, учень повинен працювати за допомогою процесу когнітивного урівноваження, аби зробити особисті когнітивні і поза інформаційні конструкції відповідними. Відповідно до коеволюційної моделі, це може потребувати модифікації наявних конструкцій або простого доповнення до них. Додаткове когнітивне зусилля сприяє обробці інформації, яка у свою чергу дозволяє виникнути індивідуальному вивченню.

## Приклади фолксономії
- Твіттер Хештеги
- del.icio.us: громадський сервіс тегінгу
- Flickr: ділитися фотографіями
- Steam магазин відео ігор
- Mendeley: соціальне довідкове програмне забезпечення управління
- StumbleUpon[en]: комерційний сервіс пошуку web-сторінок
- Instagram: соціальна мережа, що базується на обміні фотографіями
- WordPress: система керування вмістом з відкритим кодом
- Pinterest: соціальний фото-сервіс